# Kantai Collection (anime)
Kantai Collection (艦隊これくしょん -艦これ Kantai Korekushon?), también conocida como KanColle (艦これ KanKore?), es una serie de anime japonesa creada por Diomedéa en 2015, basada en el juego del mismo nombre de Kadokawa Games. El anime se estrenó en enero de 2015, manteniendo el elenco de seiyuus del juego. La serie encargada de la animación, fue el estudio Diomedéa, y tiene a Fubuki como personaje principal, estando la historia basada en su punto de vista. Fue dirigida por Keizou Kusakawa, y el guion estuvo a carga de Jukki Hanada. Durante el evento “KanColle ‘Shinshun Chinjufu Jazz Matsuri 2019 in Nippon Budōkan”, la franquicia Kantai Collection confirmó una nueva serie anime de televisión. Una segunda temporada titulada Kantai Collection: Itsuka Ano Umi de (艦隊これくしょん -艦これ Kantai Korekushon: Itsuka Ano Umi de?) producida por el estudio Engi se estrenó en noviembre de 2022.

## Argumento
Una misteriosa flota conocida como "Abisales" apareció desde las profundidades del océano y atacó al azar. Con los mares bajo la amenaza constante de la hostil "Flota Abisal", se establece una base naval especializada para contrarrestarlos. Sin embargo, en lugar del armamento naval estándar, la base está armada con "Kanmusu", chicas que albergan los espíritus de los buques de guerra japoneses, que poseen la capacidad de ponerse equipo armado que les permite aprovechar las poderosas almas dentro de sí mismas.

### Temporada 1
Fubuki, una joven Kanmusu tipo Destructor, se une a la base como un nuevo recluta; desafortunadamente para ella, a pesar de su inexperiencia y naturaleza tímida, es asignada al famoso Tercer Escuadrón de Torpedos y rápidamente se lanza al calor de la batalla. Cuando es rescatada de una aniquilación cercana, el buque de guerra novato decide volverse tan fuerte como el que la salvó.

### Temporada 2
Shigure , el destructor de clase Shiratsuyu está asignada a la primera Fuerza de Ataque, tercera Sección, también conocida como 1YB3H. Desafortunadamente para Shigure, 1YB3H consiste en los pocos Kanmusu restantes y sirve como flota de distracción. Necesitando enfrentarse a la flota abisal de frente, bien puede ser su primera y última misión juntos. Aun así, Shigure se niega a permitir que el enemigo le quite otro camarada. A medida que avanzan hacia el golfo de Leyte durante esta misión suicida, los miembros de 1YB3H deben apoyarse mutuamente e insistir para demostrar su valía como barcos competentes.

## Personajes

### Destructores
Fubuki (吹雪?)
 Seiyū: Sumire Uesaka
Un destructor recién llegado a la base naval, y es asignada al Tercer Escuadrón de Torpederos. Fubuki es el protagonista principal, ella usa un serafuku con mangas cortas, compartido con la mayoría de su clase. Además Fubuki tiene una personalidad seria y diligente. Aunque carece de muchas cualidades, lleva a su ídolo, Akagi, a la alta estima, bailando de felicidad después de una simple palmada en la cabeza y sueña con alguna vez convertirse en su escolta.
Mutsuki (吹雪?)
 Seiyū: Rina Hidaka
Un destructor de los miembros del Tercer Escuadrón de Torpederos. al igual que sus amigas Fubuki y Yuudachi viste un uniforme de marinero. Mutsuki tiene una personalidad alegre y responsable.
Yuudachi (夕立?)
 Seiyū: Yumi Tanibe
Otro destructor del Tercer Escuadrón de Torpederos. Yuudachi viste un uniforme de marinero negro compartido con las primeras cuatro chicas de su clase. Ella tiene el pelo rubio largo y liso con una cinta de pelo en la parte superior y ojos verdes. Ella exhibe un comportamiento despreocupado, fortificado por su uso frecuente de "poi" que puede parecer muy informal.
Kisaragi (如月?)
Seiyū: Rina Hidaka
Otro destructor que es asignado al Cuarto Escuadrón de Torpedos durante la batalla de la isla W. Ella tiene una personalidad madura, incluso más madura que su hermana mayor Mutsuki. Ella se hundió durante la batalla de la isla W.
Yayoi (弥生?), Mochizuki (望月?)
Seiyū: Rina Hidaka
Dos destructores a quienes Fubuki y Mutsuki se encontraron durante la sesión informativa de la incursión de la Isla W. Mochizuki es bastante dormilona, mientras que Yayoi no tiene emociones. Ambos son luego asignados al Cuarto Escuadrón de Torpedos durante la batalla de la isla W.
Shimakaze (島風?)
 Seiyū: Ayane Sakura
Shimakaze es una destructura siendo la más rápida de toda la flota. Tiene una personalidad hiperactiva, posee el cabello largo y rubio sostenido en su lugar por una banda para el cabello que se asemeja a las orejas de un conejo. Por lo general, se la ve con un atuendo con cuello marinero y muslos a rayas. A menudo la acompañan Rensouhou-chan, torretas familiares que se originaron en las tres torretas de armas navales gemelas de 12,7 cm / 50 de Shimakaze.
Akatsuki (暁?), Hibiki (響?), Ikazuchi (雷?), Inazuma (電?)
 Seiyū: Aya Suzaki
Cuatro destructores pertenecientes a la Sexta División de Destructores (第六 駆 逐 隊 Dai-roku kuchikutai) y asignados a la Segunda Flota de Apoyo (第二 支援 艦隊 Dai-ni shien kantai) (Akatsuki e Hibiki) y la Primera Fuerza de Tarea de Transporte (Ikazuchi y Inazuma) durante la Batalla del Mar frente a la Base Naval. Akatsuki se considera una mujer adulta, mientras que Hibiki tiende a hablar ruso con frecuencia, rara vez dice algo más que "хорошо" (Khorosho, "Muy bien" en ruso), Ikazuchi tiene una personalidad muy cariñosa y segura, e Inazuma es una chica tímida. Akatsuki e Ikazuchi no se llevan muy bien, ya que constantemente discuten sobre lo que salió mal, como Inazuma usando un lanzallamas para hervir su curry más rápido solo para terminar quemando toda la olla, haciendo que Inazuma llore y se culpe por el fracaso.

### Cruceros Pesados
Atago (愛宕?)
 Seiyū: Nao Tōyama
Un crucero pesado asignado a la Cuarta Flota durante la Batalla del Mar frente a la Base Naval, con quien Fubuki se topó mientras este buscaba a Akagi en las aguas termales del dormitorio. Sin embargo, debido a un malentendido, dejó que Fubuki entrara a las aguas termales, pensando que este último está severamente dañado.
Takao (高雄?)
Seiyū: Nao Tōyama
Un crucero pesado que Fubuki conoció cuando se preparaba para la incursión en la isla W. Su personalidad refleja a Atago, ya que ella es la más responsable de los dos.
Ashigara (足柄?)
 Seiyū: Risa Taneda
Un crucero pesado que trabaja como profesora en la escuela de la base naval. Es muy estricta como maestra, ya que incluso castigó a Yūdachi dándole más tarea después de la escuela.
Haguro (羽黒?), Nachi (那智?)
Seiyū: Risa Taneda
Dos cruceros pesados que, como Ashigara, también trabajan como maestros en la escuela de la base naval. Nachi tiene una personalidad seria, mientras que Haguro es una chica tímida.
Mogami (最上?)
Seiyū: Aya Suzaki
Un crucero de aviación asignado a la Segunda Flota de Apoyo durante la Batalla del Mar frente a la Base Naval y luego a la Cuarta Flota durante la Operación FS junto con Mutsuki.
Tone (利根?), Chikuma (筑摩?)
 Seiyū: Yuka Iguchi
Dos cruceros pesados que, como las hermanas Myōkō, trabajan como maestras en la escuela de la base naval. Tone enseña a correr en la clase de destructores, y tanto ella como Chikuma supervisan el entrenamiento de Fubuki.

### Acorazados / Cruceros de batalla
Kongō (金剛?)
 Seiyū: Nao Tōyama
Kongou tiene el pelo largo y castaño atado en moños a ambos lados de la cabeza. Ella y sus barcos hermanos tienen diferentes personalidades y son vistos típicamente vistiendo un traje de doncella del santuario modificado con botas hasta los muslos. Desde que fue construida en Inglaterra y enviada a Japón, ella tiende a hablar en inglés y le encanta beber té. Ella es muy cariñosa con el almirante y siempre trata de ganarse su corazón. Durante la Operación MO y la Operación FS Kongō es transferida a la Quinta Flota Móvil, donde opera separada de sus naves hermanas.
Hiei (比叡?), Haruna (榛名?), Kirishima (霧島?)
Seiyū: Nao Tōyama
Estos tres cruceros de batalla junto con Kongō están asignados a la Segunda Flota de Apoyo (Kongō y Hiei) y a la Cuarta Flota (Haruna y Kirishima) durante la Batalla del Mar frente a la Base Naval. Durante la batalla de la isla W, operaron juntos como miembros de la Segunda Flota (第二 艦隊 Dai-ni kantai), y más tarde como parte de la Flota del Área Suroeste durante la Batalla del Área Suroeste. Hiei tiene un complejo de hermanas mayores hacia Kongō, hasta estar celosa cada vez que es ignorada. Haruna es humilde y habla en tercera persona, mientras que Kirishima tiene la costumbre de probar micrófonos.
Nagato (長門?), Mutsu (陸奥?)
Seiyū: Ayane Sakura
Dos acorazados que asumen el mando desde la sala de comunicaciones de la base naval, transmitiendo órdenes del almirante a las flotas. Nagato hace la mayor parte del mando, mientras que Mutsu actúa como asistente. Nagato es la voz de autoridad seria y sin sentido, pero tiene una debilidad por los animales lindos y actúa bruscamente para ocultar su lado más suave, mientras que Mutsu es más recatada y seductora.
Yamato (大和?)
 Seiyū: Ayana Taketatsu
El vehículo militar más poderoso jamás construido, es la carta de triunfo de la marina y su existencia se ha mantenido en secreto. Ella dirige una base delantera en Truk Lagoon durante la Operación FS. Sin embargo, debido a su necesidad de grandes cantidades de alimentos y suministros, tiene una experiencia limitada en el mar. Históricamente, sus condiciones de vida eran lujosas, de ahí su apodo "Hotel Yamato", un apodo que no le gusta.

### Portaaviones
Akagi (赤城?)
 Seiyū: Saki Fujita
Un portaaviones perteneciente a la Primera División de Portaaviones y asignado a la Fuerza de Tarea del Primer Transporte. Akagi tiene el pelo largo y castaño, que deja lacio. Por lo general, se la ve usando un protector para el pecho sobre ropa blanca y roja junto con un arco y una flecha. Akagi ataca a las naves enemigas disparando flechas con su arco, que se transforman en aviones pilotados por hadas. Debido a su historial de combate pasado, se la tiene en alta estima en toda la base. Su enorme apetito solo es superado por los acorazados de clase Yamato.
Kaga (加賀?)
Seiyū: Yuka Iguchi
Un portaaviones de la Primera División de Portaaviones y asignado a la Fuerza de Tarea del Primer Portaaviones durante la Batalla del Mar frente a la Base Naval, que con frecuencia acompaña a Akagi. Kaga tiene el pelo largo y castaño, generalmente hecho en una cola de caballo lateral. Por lo general, se la ve usando un muneate sobre ropa blanca y azul junto con un arco y una flecha. Kaga es retratada como sin emociones y seria, para contrastar con la personalidad de Akagi. No le gustan Shōkaku y Zuikaku de la Quinta División de Transportistas, y no se siente segura de dar órdenes a ningún kanmusu que no sea de su clase. Más tarde es asignada a la Quinta Flota Móvil durante la Operación MO y la Operación FS.
Shōkaku (翔鶴?)
 Seiyū: Iori Nomizu
Un portaaviones de la Quinta División de Portaaviones y asignado a la Cuarta Flota durante la Batalla del Mar frente a la Base Naval. Ella le aconsejó a su hermana Zuikaku que evitara discutir con Kaga, pero parece haber satirizado a Kaga y a la Primera División Portadora como escoltas.
Zuikaku (瑞鶴?)
Seiyū: Iori Nomizu
Zuikaku es el segundo de los portaaviones de clase Shoukaku. Al igual que a Kaga a quien no le gusta la Quinta División de Transportistas, a Zuikaku tampoco le gusta la Primera División de Transportistas, aunque Fubuki más tarde ayuda a Zuikaku a relajar su relación con Kaga.
Sōryū (蒼龍?), Hiryū (飛龍?)
Seiyū: Sumire Uesaka
Dos portaaviones de la Segunda División de Transportistas asignados a la Fuerza de Tarea del Primer Transportista durante la Batalla del Mar frente a la Base Naval.
Taihō (大鳳?)
 Seiyū: Mamiko Noto
Un portaaviones que fue visto por última vez como un observador de la Operación MI, aunque ella aparece como una silueta oscura. Finalmente hizo su aparición completa en la última fase de la Operación MI como refuerzo, terminando las naves abisales restantes. A diferencia de los otros transportistas, ella usa una ballesta repetitiva para lanzar sus aviones.

### Cruceros Ligeros
Kitakami (北上?), Ōi (大井?)
 Seiyū: Yuka Ōtsubo
Dos cruceros clase Kuma reconstruidos en torpederos. Siempre se los ve juntos debido a que Ōi está enamorada de Kitakami, como se expresa en sus citas y en su comportamiento, desconfía de cualquiera que toque o hable con Kitakami, que trata con ellos en una actitud bastante grosera y furiosa. Ahora forman parte de la Quinta Flota Móvil durante la Operación MO y la Operación FS.
Sendai (川内?), Jintsū (神通?), Naka (那珂?)
Seiyū: Ayane Sakura
Tres cruceros ligeros pertenecientes al Tercer Escuadrón de Torpedos. Le dan a Fubuki diferentes sesiones de entrenamiento únicas para ellos. Sendai entrena a Fubuki en el equilibrio (ya que los Destructores de tipo especial tienden a perder el equilibrio al azar), Jintsū en la precisión del objetivo y Naka en la confianza (es decir, sonriendo y sobresaliendo frente a otros kanmusu). Jintsū es el buque insignia del Tercer Escuadrón de Torpedos.
Estos tres kanmusu tienen características diferentes. Sendai se ve enérgica y ama las batallas nocturnas. Jintsū es gentil y silenciosa pero también responsable. Naka siempre es activa y feliz, le gusta cantar y bailar, incluso se identifica como la idol de la flota. Naka luego sería transferida a otra flota que también consiste en el exmiembro del Tercer Escuadrón de Torpedos Yūdachi durante la Operación FS.
Yūbari (夕張?)
 Seiyū: Sarah Emi Bridcutt
Otro crucero ligero asignado a la Segunda Flota de Apoyo durante la Batalla del Mar frente a la Base Naval, que más tarde se convierte en el buque insignia del Cuarto Escuadrón de Torpedos durante la Batalla de la isla W. Durante la Operación MO, se convirtió en la nave insignia de la Tercera Flota, junto con la Fuerza Principal de la Estrategia MO y la Fuerza de Cubierta de otra base naval, con la tarea de apoyar a la Quinta Flota Móvil.
Ōyodo (大淀?)
 Seiyū: Ayako Kawasumi
Un crucero ligero que también trabaja como donante de misiones para el kanmusu. Principalmente localiza bases enemigas desde el radar de la sala de comunicaciones y le dice a la flota cuándo se ha visto a un enemigo. Ella también es responsable del equipo entregado al kanmusu antes de su salida.
Kuma (球磨?), Tama (多摩?)
Seiyū: Ayane Sakura
Dos cruceros ligeros asignados a la Cuarta Flota durante la Batalla del Mar frente a la Base Naval y más tarde al Cuarto Escuadrón de Torpedos durante la Batalla de la isla W. Ambos tienen su propio tic verbal mientras hablan, con Kuma a menudo insertando "kuma" en sus oraciones, mientras que Tama tiene "nya".

### Otros
Mamiya (間宮?)
 Seiyū: Yui Horie
Un barco de suministro de alimentos que trabaja como chef en el restaurante de la base naval y en la cafetería de dulces Mamiya (甘味 処 間 宮 Kanmi-dokoro Mamiya). Principalmente hace dulces como parfait para el kanmusu.
Admirai (提督?)
El almirante de todos los kanmusu, solo se muestra a través de la sombra o en primera persona. Se supone que la representación sin rostro y sin voz es para no interferir con la propia visión del almirante de los espectadores, ya que los almirantes del juego son los propios jugadores.

## Media

### Anime
La primera serie de anime se estrenó el 8 de enero de 2015 al 25 de marzo del mismo año. El estudio Diomedéa estuvo a cargo de su animación, con la dirección de Keizou Kusakawa y guion escrito por Jukki Hanada. El último episodio de la primera temporada que fue estrenado el 26 de marzo de 2015, reveló que la serie tendría una secuela. La cuenta oficial de Twitter del anime indicó en agosto de 2015 que la película y la secuela eran proyectos separados. Crunchyroll transmitió la serie mientras se emitía en Japón. La película se estrenó en Japón en noviembre de 2016 ganando 560 millones de yenes en marzo de 2017.
El 4 de enero de 2019 el evento "'KanColle' Shinshun Chinjufu Jazz Matsuri 2019 in Nippon Budōkan", confirmó que la franquicia tendrá una nueva serie de anime. La nueva temporada subtitulada Itsuka Ano Umi de (いつかあの海で Itsuka Ano Umi de?), es dirigida por Kazuya Miura en los estudios ENGI. Se estrenó el 4 de noviembre de 2022, y finalizó el 25 de marzo de 2023 contando con un total de 8 episodios.
Para la primera temporada, el tema de apertura es "Miiro" (海色?  "Ocean Color") interpretado por AKINO from bless4. Mientras que el tema de cierre es "Fubuki" (吹雪?  "Blizzard") interpretado por Shiena Nishizawa y su segunda canción es "Let's not say "good-bye"" interpretado por las seiyus de algunos personajes de la serie(Saki Fujita, Yuka Iguchi, Iori Nomizu, Nao Touyama, Ayane Sakura, Sumire Uesaka) dedicado en el episodio número 3.
Para su segunda temporada, el tema de apertura es "Shigure" (時雨?  "Early Winter Rain") interpretado por Toshi Ryūgen, mientras que el primer tema de cierre "Ima" (未来?  "Now [Future]") y su segunda canción "Sasebo no Shigure" ((佐世保の時雨?  "(Early Winter Rain at Sasebo") dedicado en el episodio número 7, ambos interpretados por C2 Architecture "1MYB".